# گوسنولد (ماساچوست)
گوسنولد، ماساچوست
گوسنولد(به انگلیسی: Gosnold) شهرکی در شهرستان دوکز ایالت ماساچوست می‌باشد که در سال ۱۸۶۴ بنیان‌گذاری شده‌است. این شهرک در سرشماری سال ۲۰۱۰ میلادی، ۷۵ نفر جمعیت داشته‌است.